# Пемзашен (церковь)
Пемзашен (арм. Պեմզաշենի եկեղեցի; также известный как Пемзашенский церковный комплекс) — армянский церковный комплекс V—VII веков, состоящий из трёх храмов, построенных рядом друг с другом. Расположен в центре села Пемзашен Ширакской области Армении.

## История
В центре деревни Пемзашен Ширакской области находится уникальная группа памятников раннего средневековья, состоящая из примыкающих друг к другу церквей.

## Устройство комплекса
В 1970 году во время раскопок в северной части комплекса были найдены нижние ряды довольно толстых стен крупной однонефной базилики, датируемой V веком. В южной части находится маленькая однонефная сводчатая церковь, построенная в VI веке. Между двумя базиликами на ступенчатом стилобате находится крестово-купольная церковь, построенная в VI веке из красноватого артикского туфа. Эта церковь по своей архитектуре выделяется среди прочих крестово-купольных церквей Армении. С наружной стороны она прямоугольна, а не крестообразна. На ее средней грани можно увидеть равнокрылый крест, вписанный в круг. Три пары пристенных пилонов делят зал на четыре практически равные части. Барабанный купол – еще одна отличительная черта церкви.
В юго-восточном и северо-восточном углах находятся прямоугольные трехэтажные сводчатые тайники. В церковь ведет единственный западный вход, на тимпане которого изображена Дева Мария с младенцем Иисусом на руках. У изголовья Богоматери изображены ангелы. Пемзашенский церковный комплекс является уникальным памятником в армянском раннесредневековом зодчестве.

## Галерея

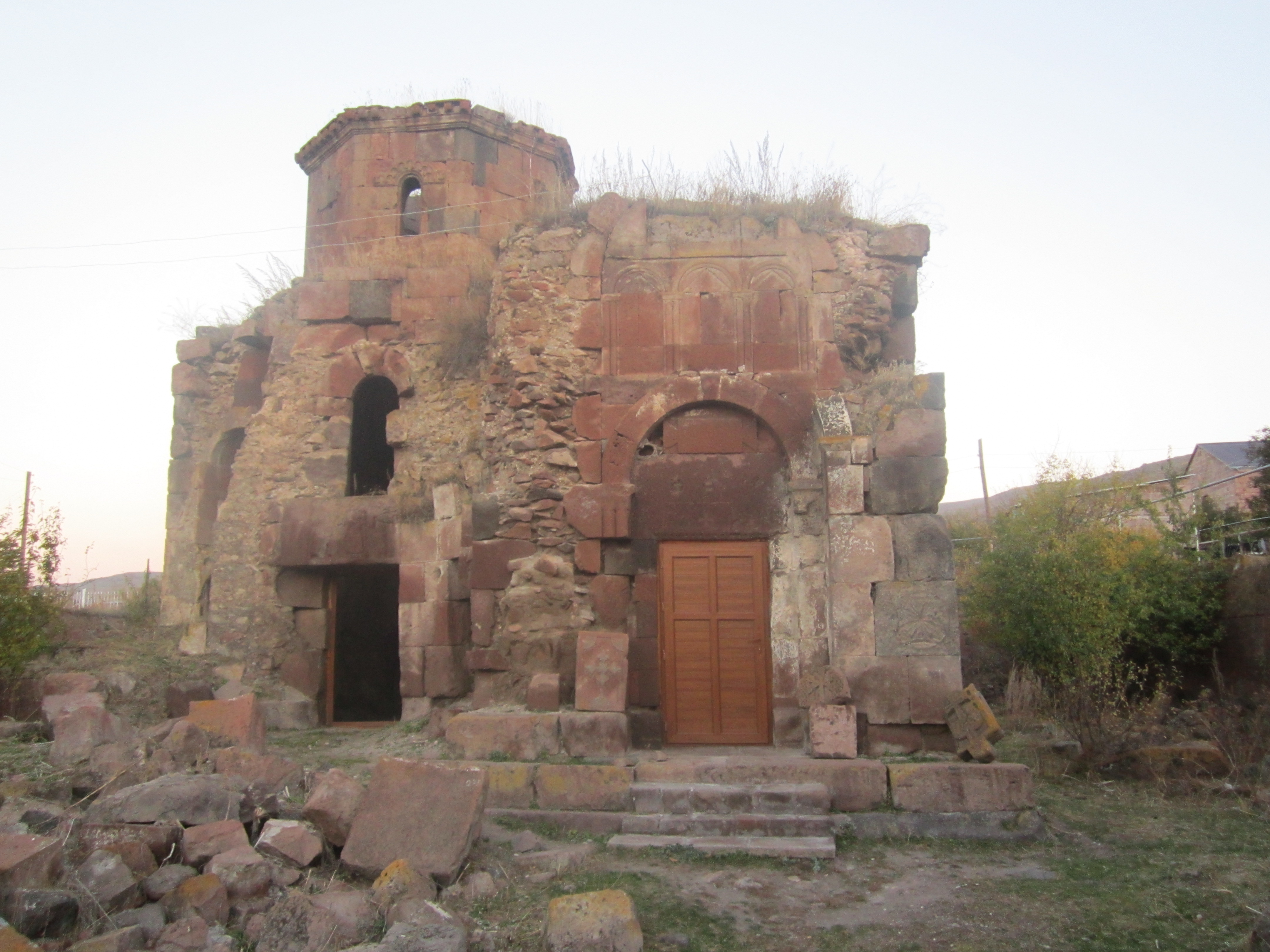
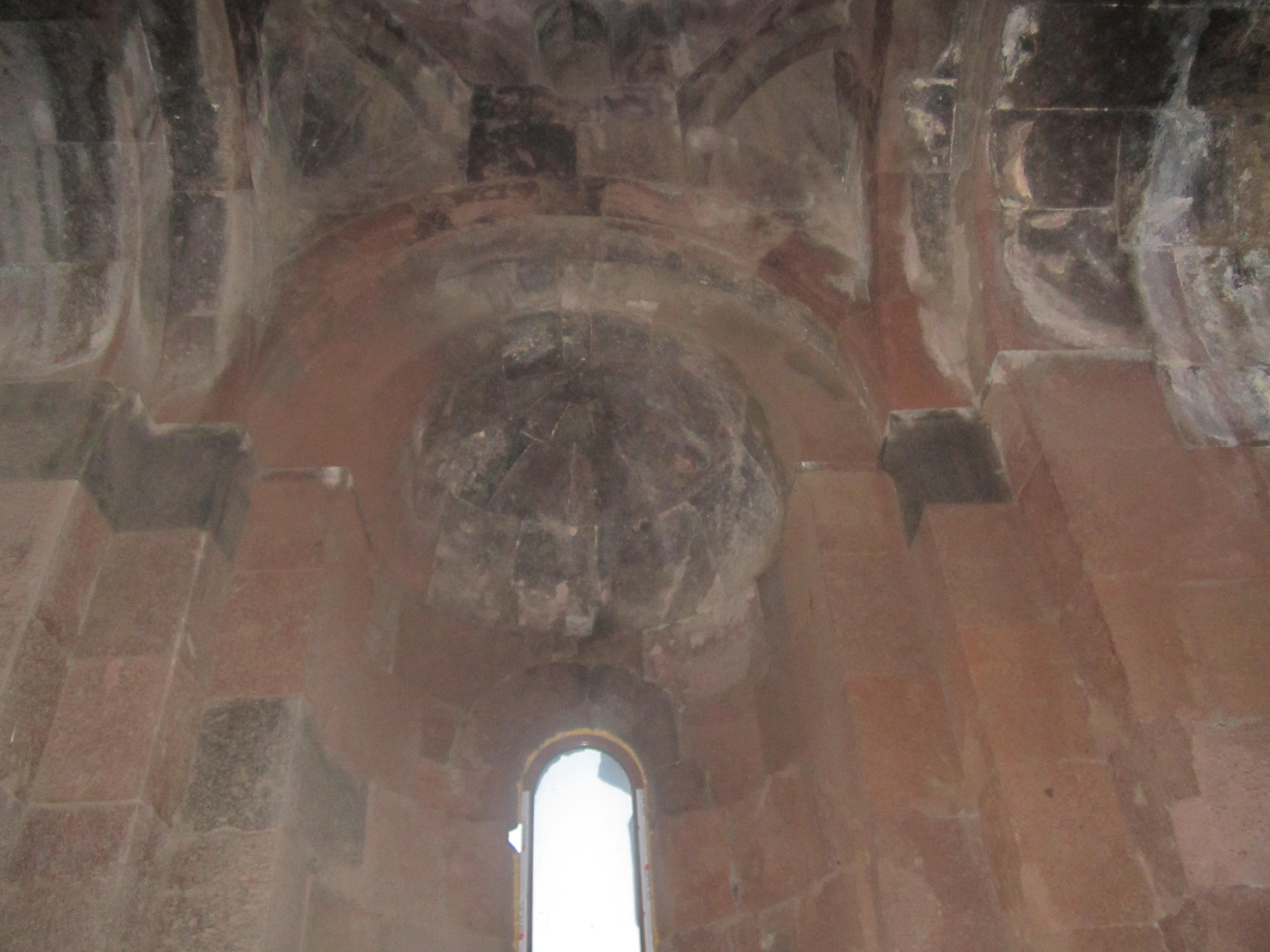
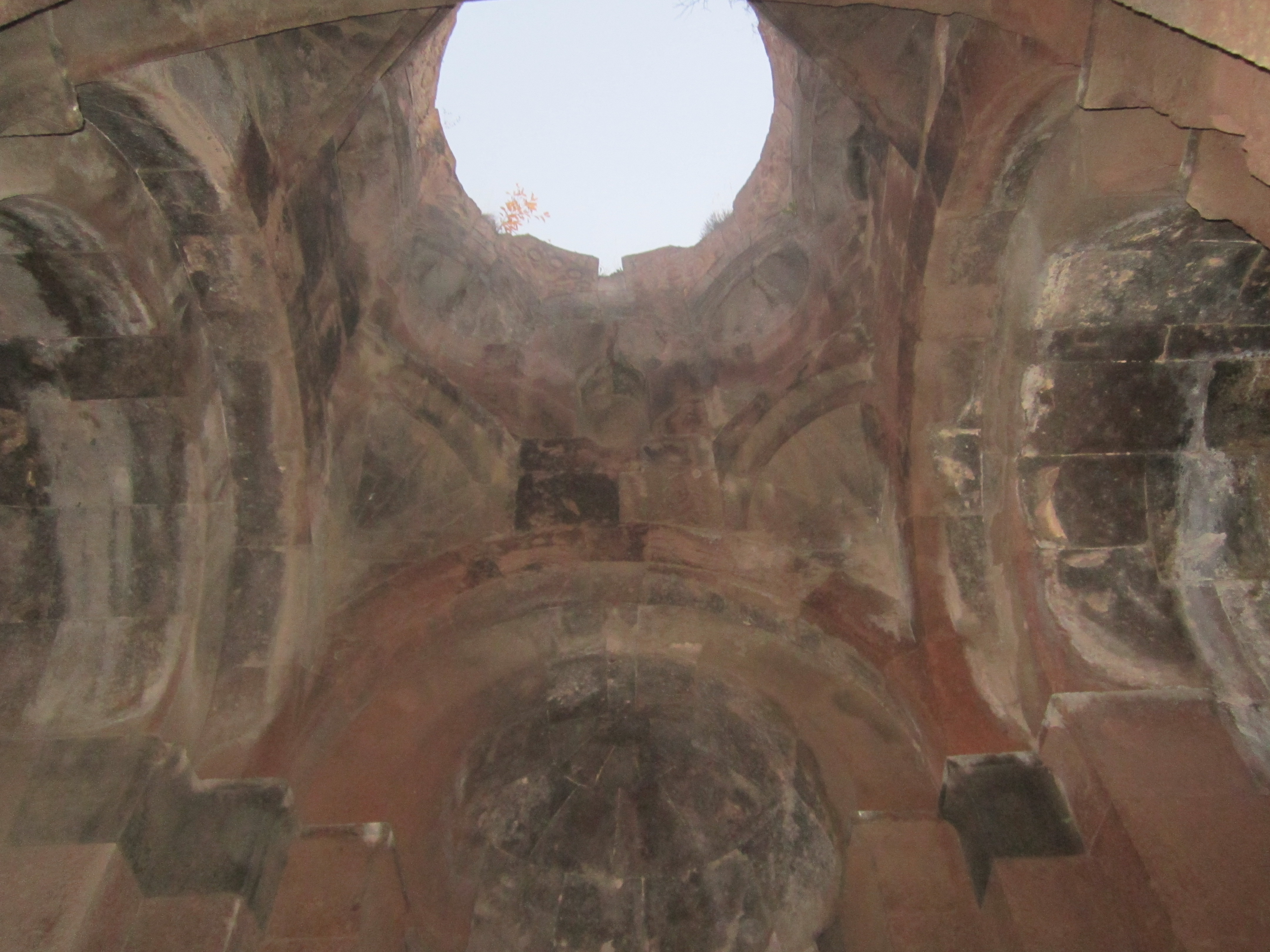
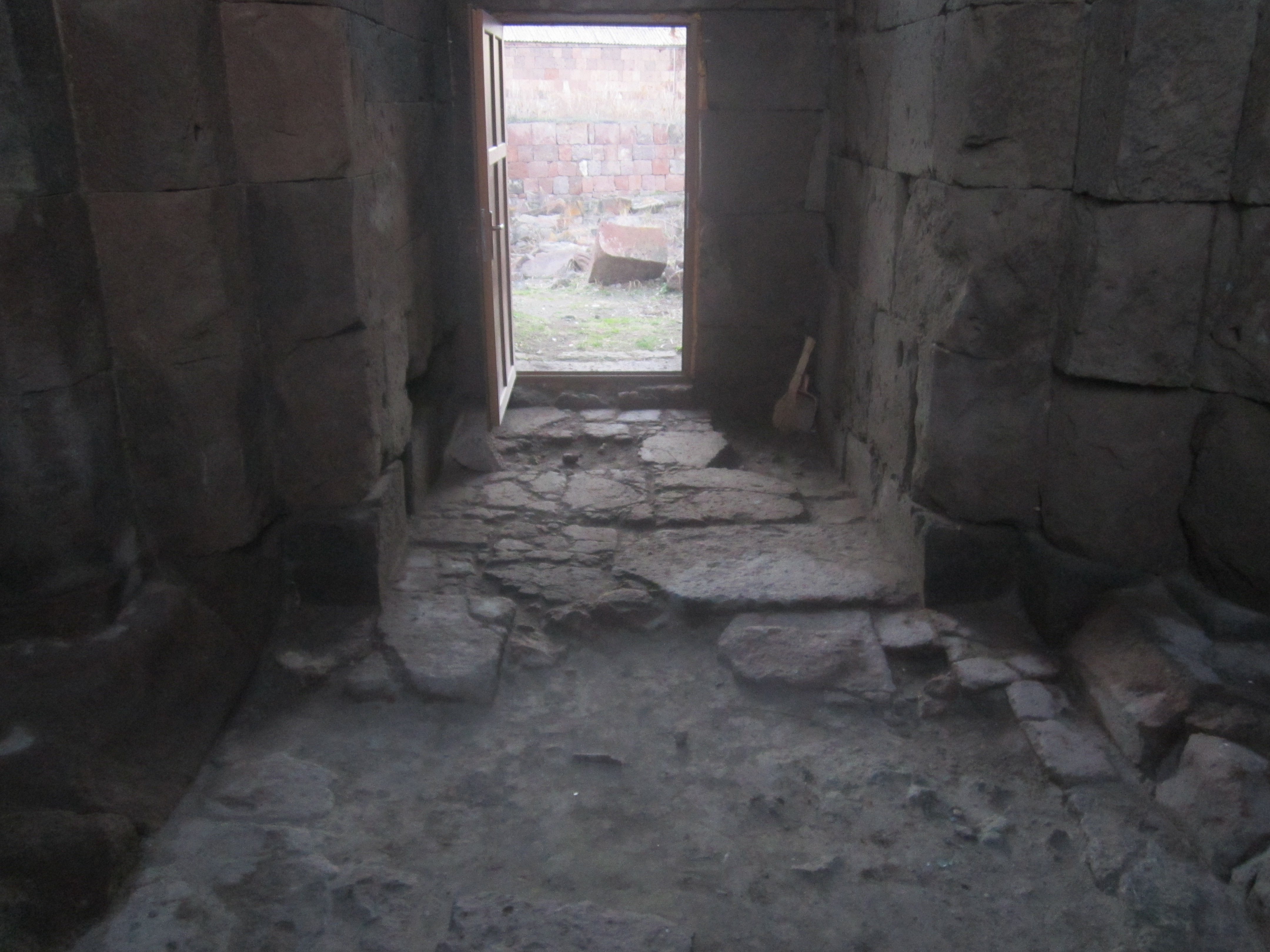
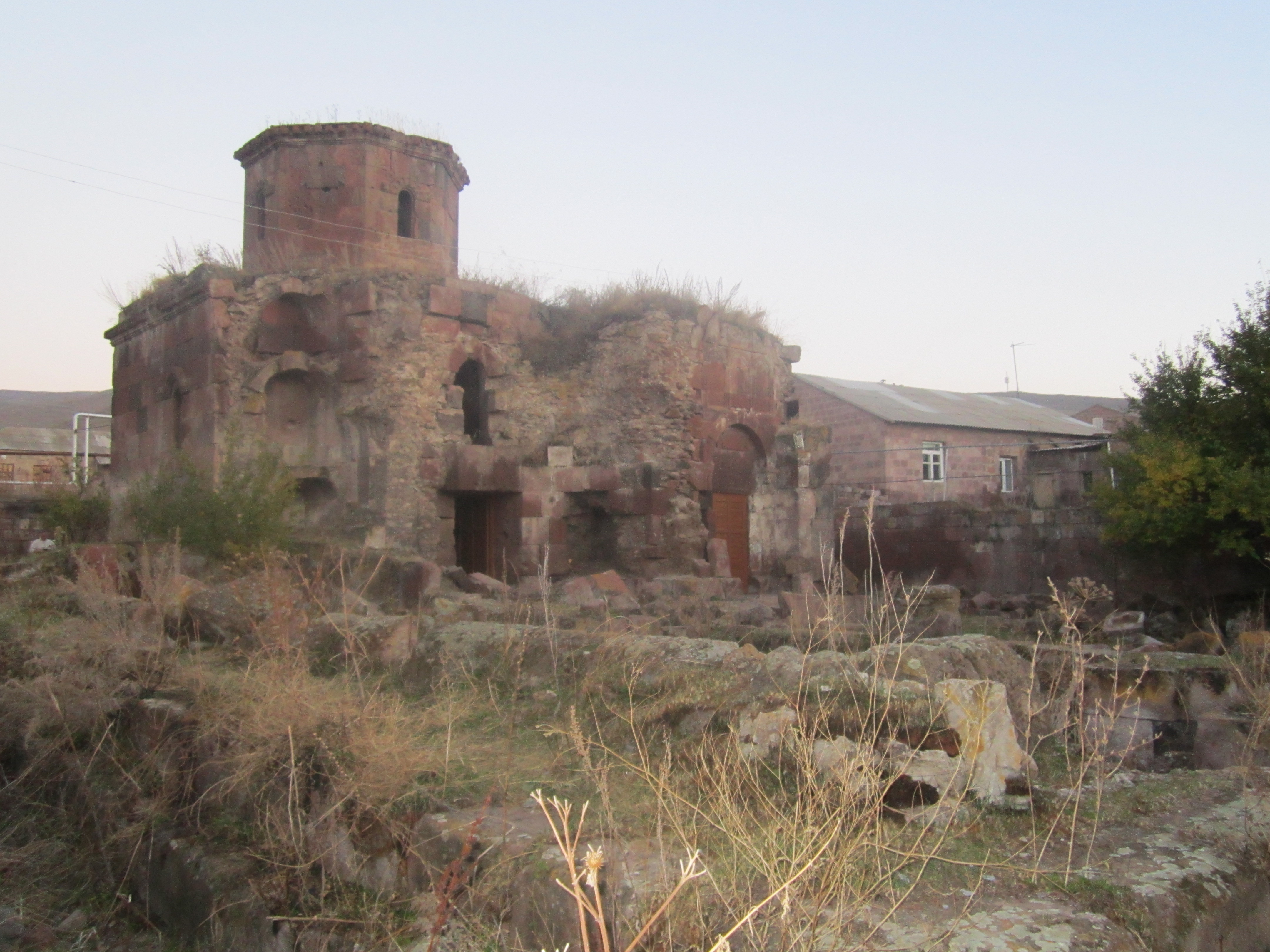
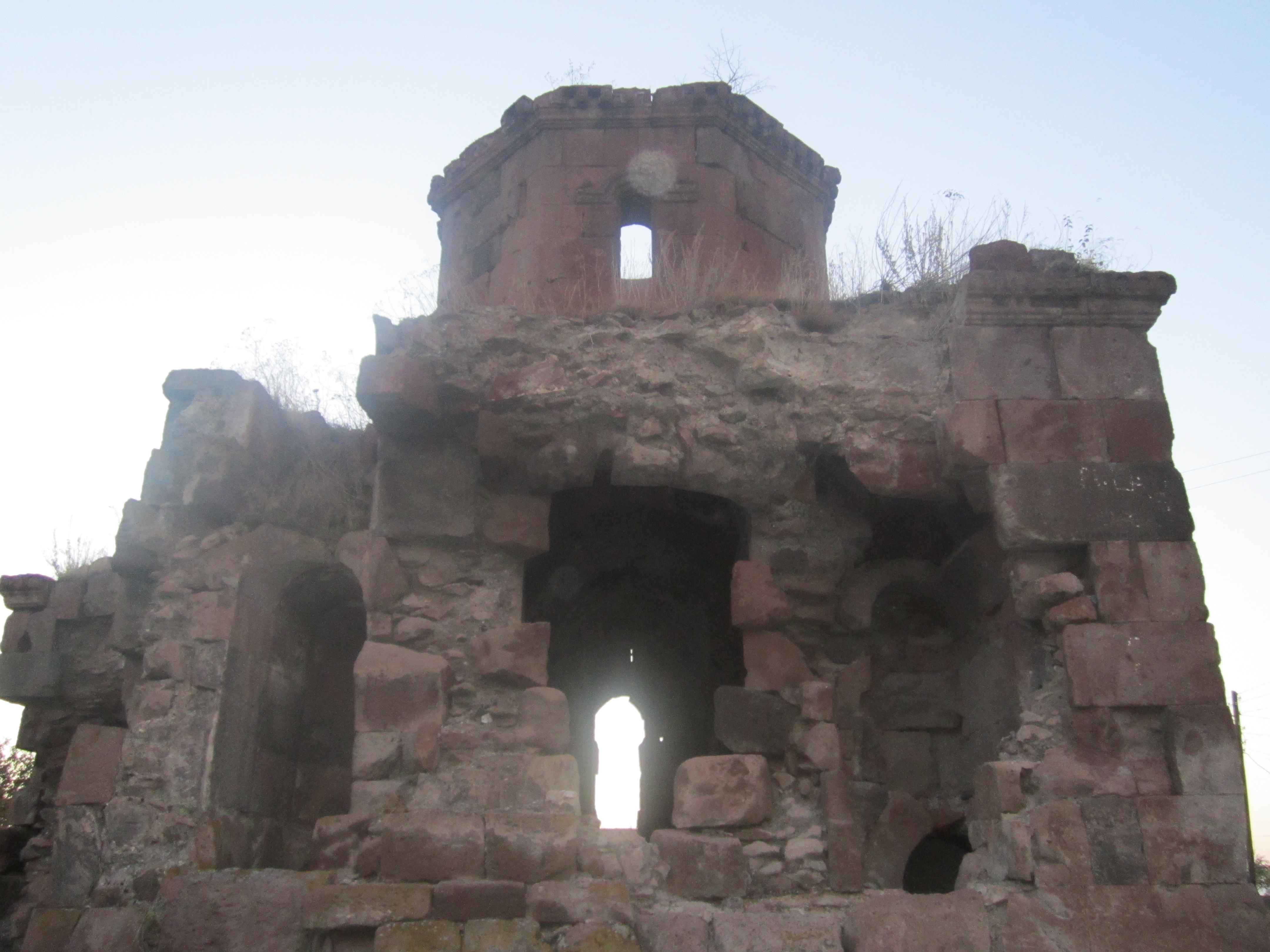
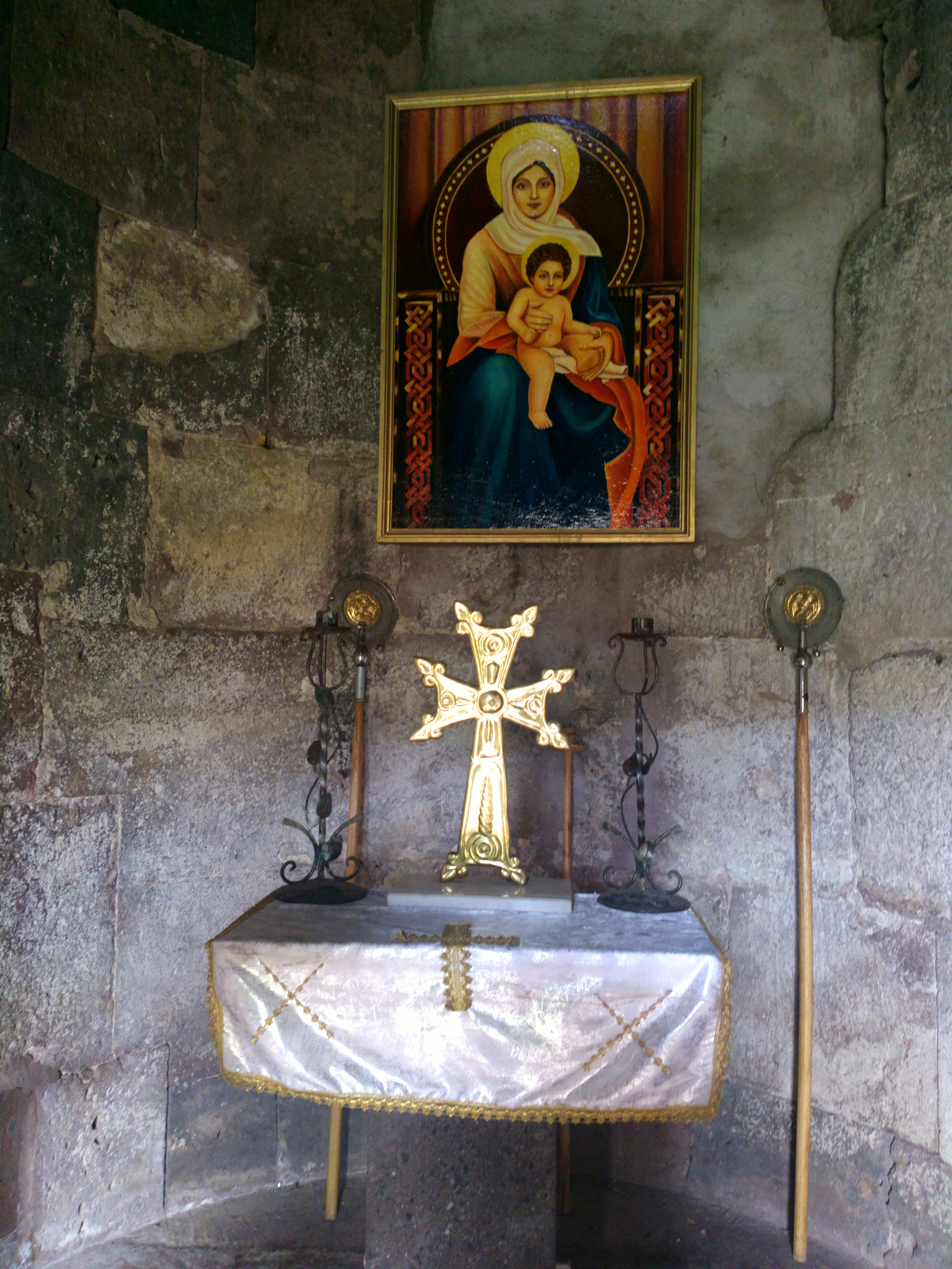
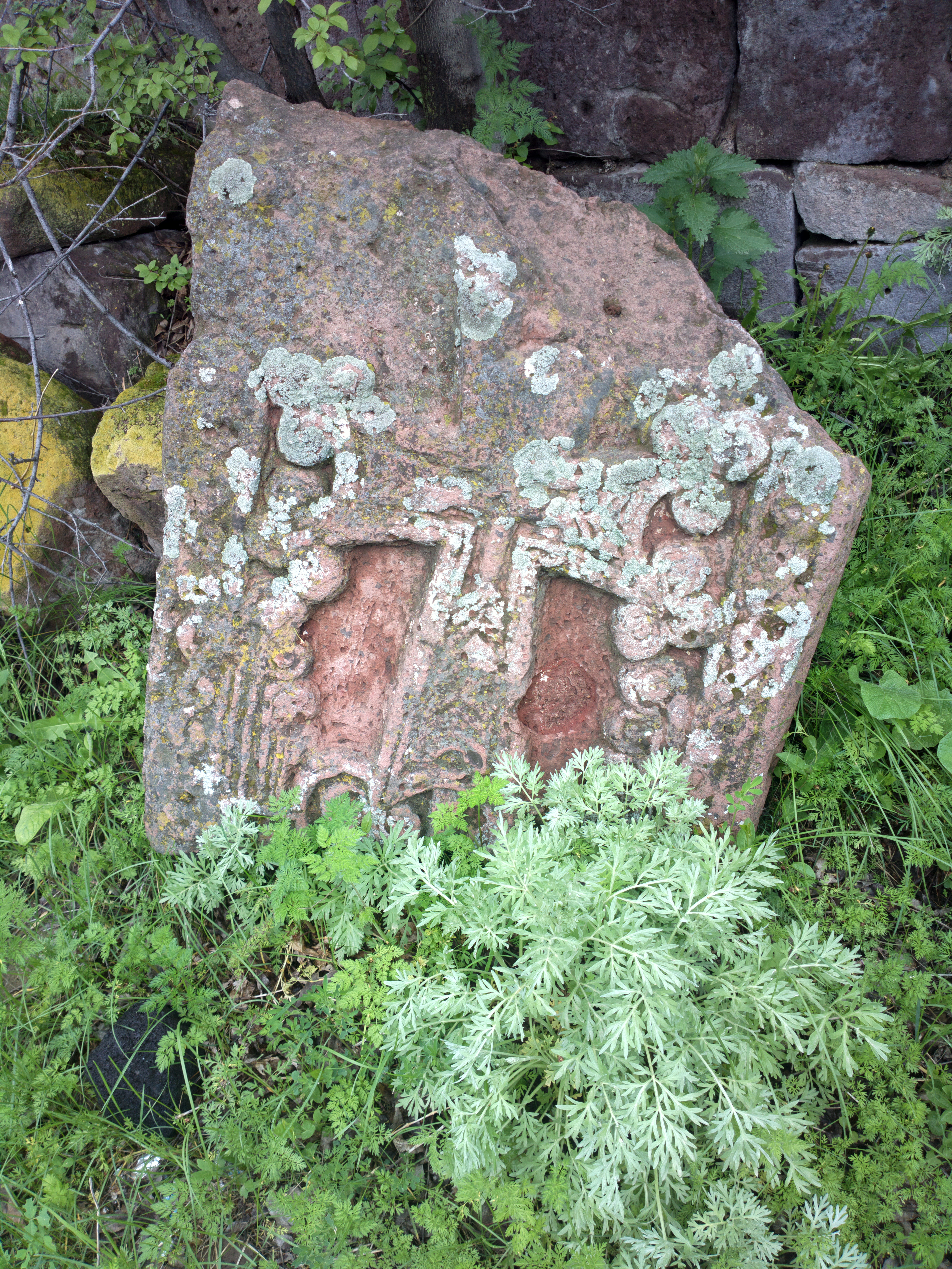
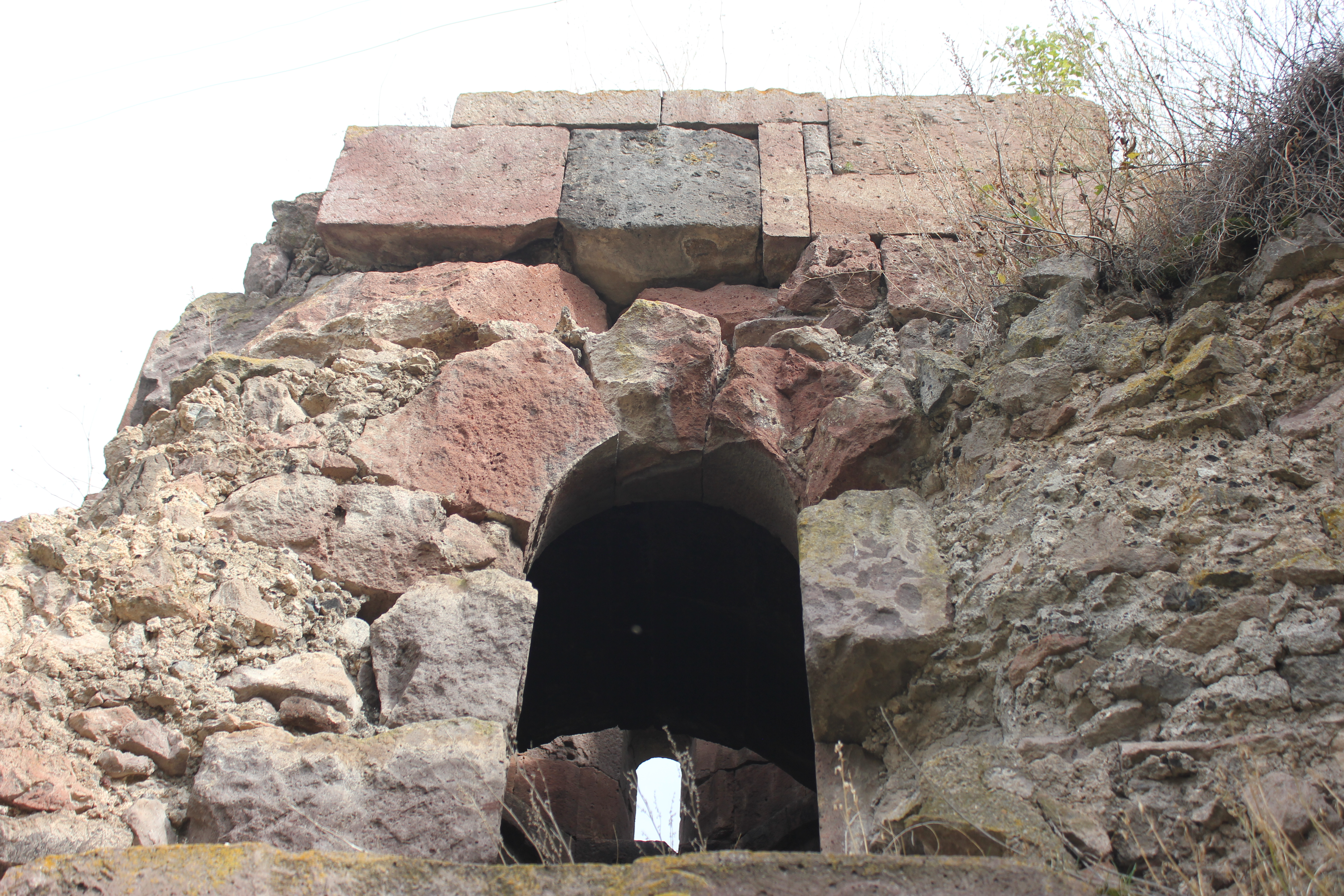